# Hogna bicoloripes
Hogna bicoloripes är en spindelart som först beskrevs av Roewer 1960.  Hogna bicoloripes ingår i släktet Hogna och familjen vargspindlar.
Artens utbredningsområde är Kamerun. Inga underarter finns listade i Catalogue of Life.